# European pressphoto agency
European pressphoto agency b.v. (EPA) is een internationaal persfotobureau.
Foto's uit alle delen van de wereld met betrekking tot nieuws, politiek, sport, economie en kunst, cultuur en amusement worden beschikbaar gesteld door een wereldwijd netwerk van meer dan 400 fotografen. De epa-persfotodienst is zowel gebaseerd op een netwerk van eigen fotografen over de hele wereld als op aangesloten nationale fotobureaus. Alle foto's worden uitgegeven en verspreid naar klanten en partners wereldwijd door het hoofdkwartier in Frankfurt am Main, Duitsland. Het kantoor is 24 uur per dag bezet.
Tegenhangers van epa zijn Associated Press, Reuters en AFP/Getty Images.

## De epa-service
De internationale fotodienst van epa wordt wereldwijd gebruikt door verschillende media alsook door epa's partners en aandeelhouders. De fotodienst biedt ongeveer 2000 nieuwe foto's per dag.
De epa service wordt geleverd via satelliet, FTP of een webgate, afhankelijk van hoe de klant het wenst.

## Archief
Het epa-fotoarchief gaat terug tot 1997 en behelst circa 6 miljoen foto's. Het grootste deel van de archieffoto's is toegankelijk via de "epa webgate". Epa verstrekt aan haar klanten, partners en op verzoek een persoonlijke login.

## Geschiedenis
Epa is in 1985 opgericht door zeven Europese persbureaus: AFP (Frankrijk), ANP (Nederland), ANOP (sinds 1986 Lusa, Portugal), ANSA (Italië), belga (België), dpa (Duitsland) en EFE (Spanje). Zij wilden een alternatief voor de toenmalige Anglo-Saksische diensten.
Oorspronkelijk was epa in het leven geroepen als ruilbeurs voor de lokale producten van de partners maar het omvatte ook de wereldomvattende netwerken van AFP en andere Europese diensten. Epa ontwikkelde zich uit tot een onafhankelijker instelling toen Oost-Europa opener werd. Het opengaan van deze nieuwe markt, wat samenviel met de oorlog in voormalig Joegoslavië, leidde ertoe dat epa eigen fotografen aan het werk zette in deze regio's. Epa bleef echter eigendom van haar oorspronkelijke eigenaren.

### Epa-aandeelhouders en epa wereldwijd
Met het toetreden van Keystone (Zwitserland) eind 1985, APA (Oostenrijk) in 1986 en Lehtikuva (Finland) in 1987, bestond epa in 1995 uit een groep van 10 leden. Pressensbild (Zweden) trad in 1997 toe, gevolgd door Scanfoto (later Scanpix Noorwegen) en Nordfoto (later Scanpix Denemarken) in 1999. Pap (Polen) trad toe in 2001.
Begin 2003 volgde een herstructurering en het vertrek van AFP. Daarop maakte epa haar diensten wereldwijd beschikbaar. Later dat jaar besloten Lehtikuva, Scanpix Denemarken/Noorwegen en Pressensbild (later Scanpix Zweden) niet verder te gaan als aandeelhouder van epa. Scanpix bleef echter, onder de naam Scanpix Scandinavia, wel samenwerken met epa.
ANA (Griekenland) (nu ANA-MPA) trad toe als aandeelhouder in 2004, gevolgd door mti (Hongarije) in 2005.
In september 2023 had epa negen aandeelhouders:
- Athens News Agency-Macedonian Press Agency (ANA-MPA) in Griekenland
- Algemeen Nederlands Persbureau (ANP) in Nederland
- Agenzia Nazionale Stampa Associata (ANSA) in Italië
- Agencia EFE in Spanje
- KEYSTONE-SDA-ATS AG in Zwitserland
- Lusa – Agência de Notícias de Portugal in Portugal
- Magyar Távirati Iroda (mti) in Hongarije
- Polska Agencja Prasowa (pap) in Polen

Austria Presse Agentur (APA) uit Oostenrijk was mede-oprichter, maar maakt anno 2023 geen deel meer uit van de aandeelhouders.